# Ryszard Kraszek
Ryszard Kraszek ps. „Sosna”, „Pirat” (ur. 11 sierpnia 1920 w Ostrogu na Wołyniu, zm. 23 sierpnia 2017 w Słupsku) – żołnierz 27 Wołyńskiej Dywizji Piechoty AK, porucznik LWP, dowódca oddziału partyzanckiego „Pirata”.

## Życiorys
Syn Franciszka i Marii. Wstąpił do Armii Krajowej, walcząc w składzie samoobrony w Zdołbunowie, a następnie w szeregach 27 Wołyńskiej Dywizji Piechoty. Po rozwiązaniu jednostki przeszedł do Ludowego Wojska Polskiego, zostając słuchaczem Oficerskiej Szkoły Saperów w Przemyślu.
W kwietniu 1945 r. zdezerterował, zostając dowódcą oddziału partyzanckiego, ściśle związanego z Narodowym Zjednoczeniem Wojskowym. Brał czynny udział w obronie ludności polskiej w okolicach Birczy, Huty Brzuskiej oraz Krasiczyna na Pogórzu Przemyskim przed atakami nacjonalistów ukraińskich z OUN-UPA. Po aresztowaniu przez UB został 25 stycznia 1946 r. skazany przez Sąd Wojskowy w Przemyślu na karę 8 lat więzienia. Ze względu na amnestię kary nie odbył.
Wyjechał do Gdańska, a następnie do Słupska, gdzie pracował w Izbie Rzemieślniczej.